# Pierre Girard (chimiste)
Pour les articles homonymes, voir Girard, Girard (patronyme) et Pierre Girard (homonymie).
Pierre Girard est un chimiste français né le 30 mars 1879 à Paris, où il est mort le 5 novembre 1958.

## Biographie
Pierre Jules Girard est né le 30 mars 1879 au n° 5 de la rue Pelouze, dans le 8e arrondissement de Paris. Il est le fils de Paul-Albert Girard (Paris 1839 - Paris 1920), artiste peintre et lui-même fils de Pierre Girard (Paris 1806 - Paris 1872) également artiste peintre, et de Marie Berthe Villenave (née à Bordeaux en 1847) épousée en 1873 à Alger où elle résidait avec ses parents. Pierre Jules Girard épouse le 9 juin 1913, à Paris, VIIème arrondissement, Henriette Thérèse Marie Massignon (1888 - 1936), la sœur de l'islamologue catholique Louis Massignon, et la fille du peintre, sculpteur et céramiste Pierre Roche (1855 - 1922). 
Fils et petit-fils de peintres, Pierre Girard se passionne pour la physico-chimie. Il est formé dans le laboratoire d'Albert Dastre à la Sorbonne et commence par un travail en neurochimie, sa thèse étant consacrée à la composition chimique de l'encéphale de l'oiseau, en 1908. Il travaille ensuite sur les propriétés électriques des membranes et introduit la notion de perméabilité sélective. Il est l'un des premiers à utiliser les méthodes d'ultracentrifugation et d'électrophorèse. 
À partir de 1927, il est le premier administrateur de l'Institut de biologie physico-chimique, poste qu'il conservera jusqu'à sa mort. Il a fait partie de l'équipe des quatre fondateurs de l'établissement, avec  Jean Perrin, Georges Urbain et André Mayer. Pendant l'Occupation, à ce poste, il fait face avec détermination à la réquisition de l'IBPC au profit de la fondation dirigée par Alexis Carrel. 
Selon le chimiste Jacques Duclaux, Pierre Girard 

« a toujours été indépendant et le plus souvent un solitaire avec les avantages et les inconvénients qui s'attachent à l'isolement. Aucune préoccupation de carrière n'a dicté sa ligne de conduite. Ne cherchant pas à publier beaucoup, il était prêt à abandonner un sujet aussitôt qu'il ne lui assurait plus cette sorte d'excitation intellectuelle qui accompagne la découverte de faits nouveaux et ne s'inquiétait pas de voir cultiver par d'autres le champ qu'il avait défriché. »

Dans son ouvrage Portrait de l'homme de sciences en 1937, Pierre Girard écrit:

« Cet élargissement de l’être, ce besoin de dominer, cette fierté d’asservir les forces hostiles de la nature, l’homme de science y est accessible, mais perçoit fort bien aussi leur caractère de jeu un peu puéril, sorte de prolongement des élans de l’âme de l’enfance. Il leur préfère infiniment, les sachant plus nobles et plus belles, les joies de la spéculation de l’esprit. Il est, il reste, et c’est bien là le trait essentiel de sa physionomie intellectuelle, avant toute chose un artiste. »

Il est mort dans le 5e arrondissement de Paris le 5 novembre 1958 et fut inhumé à Paris, au cimetière des Batignolles le 8 novembre 1958.

## Travaux
- Composition chimique de l'encéphale de l'oiseau
- Propriétés électriques des membranes
- Perméabilité sélective
- Instrumentation permettant l’étude des macromolécules
- Recherches sur le spectre d’absorption hertzien de tissus, de cellules ou de molécules biologiques
- Ultracentrifugation
- Électrophorèse

## Publications
- Facteurs dont dépendent la masse, la forme et la composition chimique quantitative de l'encéphale chez les oiseaux, thèse de doctorat, Epinal, Imprimerie nouvelle, 1908.
- Au sujet de nouvelles hypothèses sur l'état moléculaire des corps en solution, avec Victor Henri, Paris, Gauthier-Villars, 1911.
- Sur le rôle prépondérant de deux facteurs électrostatiques dans l'osmose des solutions d'électrolytes, mouvements osmotiques normaux, Paris, Gauthier-Villars, 1911.
- L'osmose aux points de vue physique et biologique, Paris, Masson, 1911.
- La Pression osmotique et le mécanisme de l'osmose, Paris, Hermann, 1912.
- Portrait de l'homme de sciences, 1937.
- Le rôle social de la science, 1946.